# Maratón de Londres de 2022
La Maratón de Londres de 2022 fue una prueba deportiva que se celebró en la capital inglesa el 2 de octubre de 2022. Fue la cuadragésima segunda edición de la Maratón de Londres, que se organizó por primera vez en 1981. Amos Kipruto ganó la prueba masculina; Yalemzerf Yehualaw, la femenina; Marcel Hug, la masculina en silla de ruedas, y Catherine Debrunner, la femenina en silla de ruedas.

## Resultados
Tan solo se muestran los diez primeros clasificados de cada modalidad.

### Masculina
| Posición          | Corredor             | Nacionalidad | Tiempo   |
| ----------------- | -------------------- | ------------ | -------- |
| Medalla de oro    | Amos Kipruto         | Kenia        | 02:04:39 |
| Medalla de plata  | Leul Gebresilase     | Etiopía      | 02:05:12 |
| Medalla de bronce | Bashir Abdi          | Bélgica      | 02:05:19 |
| 4                 | Kinde Atanaw         | Etiopía      | 02:05:27 |
| 5                 | Kenenisa Bekele      | Etiopía      | 02:05:53 |
| 6                 | Birhanu Legese       | Etiopía      | 02:06:11 |
| 7                 | Sisay Lemma          | Etiopía      | 02:07:26 |
| 8                 | Brett Robinson       | Australia    | 02:09:52 |
| 9                 | Weynay Ghebresilasie | Reino Unido  | 02:11:57 |
| 10                | Philip Sesemann      | Reino Unido  | 02:12:10 |

### Femenina
| Posición          | Corredora           | Nacionalidad | Tiempo   |
| ----------------- | ------------------- | ------------ | -------- |
| Medalla de oro    | Yalemzerf Yehualaw  | Etiopía      | 02:17:26 |
| Medalla de plata  | Joyciline Jepkosgei | Kenia        | 02:18:07 |
| Medalla de bronce | Alemu Megertu       | Etiopía      | 02:18:32 |
| 4                 | Judith Jeptum Korir | Kenia        | 02:18:43 |
| 5                 | Joan Chelimo Melly  | Rumania      | 02:19:27 |
| 6                 | Ashete Bekere       | Etiopía      | 02:19:30 |
| 7                 | Mary Ngugi          | Kenia        | 02:20:22 |
| 8                 | Sutume Asefa Kebede | Etiopía      | 02:20:44 |
| 9                 | Ai Hosoda           | Japón        | 02:21:42 |
| 10                | Rose Harvey         | Reino Unido  | 02:27:59 |

### Masculina en silla de ruedas
| Posición          | Corredor         | Nacionalidad   | Tiempo   |
| ----------------- | ---------------- | -------------- | -------- |
| Medalla de oro    | Marcel Hug       | Suiza          | 01:24:38 |
| Medalla de plata  | Daniel Romanchuk | Estados Unidos | 01:24:40 |
| Medalla de bronce | David Weir       | Reino Unido    | 01:30:41 |
| 4                 | Tomoki Suzuki    | Japón          | 01:30:41 |
| 5                 | Jetze Plat       | Países Bajos   | 01:30:44 |
| 6                 | Aaron Pike       | Estados Unidos | 01:33:05 |
| 7                 | Sho Watanabe     | Japón          | 01:34:16 |
| 8                 | Jake Lappin      | Australia      | 01:34:16 |
| 9                 | Patrick Monahan  | Irlanda        | 01:34:16 |
| 10                | Johnboy Smith    | Reino Unido    | 01:34:17 |

### Femenina en silla de ruedas
| Posición          | Corredora           | Nacionalidad   | Tiempo   |
| ----------------- | ------------------- | -------------- | -------- |
| Medalla de oro    | Catherine Debrunner | Suiza          | 01:38:24 |
| Medalla de plata  | Susannah Scaroni    | Estados Unidos | 01:42:21 |
| Medalla de bronce | Eden Rainbow-Cooper | Reino Unido    | 01:47:27 |
| 4                 | Merle Menje         | Alemania       | 01:47:28 |
| 5                 | Jenna Fesemyer      | Estados Unidos | 01:47:28 |
| 6                 | Wakako Tsuchida     | Japón          | 01:47:28 |
| 7                 | Vanessa De Souza    | Brasil         | 01:47:29 |
| 8                 | Yen Hoang           | Estados Unidos | 01:47:29 |
| 9                 | Aline Rocha         | Brasil         | 01:47:32 |
| 10                | Christie Dawes      | Australia      | 01:47:33 |